# 別れてもありがとう
『別れてもありがとう』（わかれてもありがとう）は、美空ひばりのシングル。1969年7月1日に日本コロムビアから発売された。

## 概要
- 1969年5月29日発売のアルバム「歌は我が命 第3集」[2]に収録されていた2曲をシングルカットしたものであるが、同曲は初めてオリコン週間100位に入らなかった。
- A面『別れてもありがとう』は、ひばりが初めて歌った猪俣公章の作品である。同年の第20回NHK紅白歌合戦で6年連続大トリを務めた際にも歌唱され、この時のひばりは珍しくドレス姿で、ジャッキー吉川とブルー・コメッツの井上忠夫がサックスを演奏した。

## 収録曲
1. 別れてもありがとう
  - 作詞：三浦康照、作曲・編曲：猪俣公章
2. 星くずの港
  - 作詞：吉岡治、作曲：下川博省、編曲：河村利夫

## アルバム「歌は我が命 第3集」収録曲（1969年5月29日発売）
1. 別れてもありがとう
2. 白い岬
3. 霧のかなしみ
4. 海のバラード
5. 星くずの港
6. ふるさと恋し
7. 長い坂道
8. メナムの花
9. 太陽の海
10. いつも見ていて
11. 慕情の波止場
12. 別れのみやげ
13. こころの旅路
14. 恋ごころ